# 陈原
陈原（1918年—2004年10月26日），男，广东新会人，中国语言学家、翻译家、编辑出版家、世界语专家，曾任商务印书馆总编辑、国家语言文字工作委员会主任，中国出版工作者协会副主席。